# Magyar Interaktív Televízió

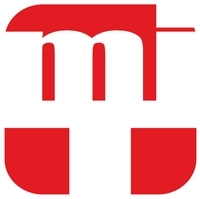
A Magyar Interaktív Televízió logója

A Magyar Interaktív Televízió egy Szlovákiában működő internetes televíziós portál, amely 2010-ben kezdte meg működését. Székhelye Pozsonyban található. A portál magyar nyelvű, kiemelten foglalkozik a Szlovákiában élő magyarok kulturális és közéleti tevékenységével. Egyes videói HD minőségben is elérhetőek, akár 1080p felbontásban.
A Magyar Interaktív Televízió működésének célja, hogy a felvidéki magyarok kulturális életének szinte minden fontos eseményéről tájékoztasson úgy, hogy az egyes eseményeket teljes terjedelemben közzéteszi a portálon. Alapvető szerepet játszik a szlovákiai magyar kisebbség kulturális és közéleti eseményeinek képi és hangi rögzítésében, terjesztésében és archiválásában. A Magyar Interaktív Televízió  fenntartója az Anima Társaság, működtetője a Microgramma Stúdió, producere a Median Produceri Iroda. A portált  egy testvérpár, Haraszti Mária és Haraszti Gyula alapította 2010-ben. Működését 2010. november 15-én kezdte el, tevékenységét a szlovákiai Rádió és Tévétanács felügyeli. Műsorszerkezetével megfelel a VoD audiovizuális médiaszolgáltatás törvény szabta feltételeinek. Naponta 2–4 saját videóbejegyzést tesz közzé.